# 鶴園哲夫
鶴園 哲夫（つるぞの てつお、1915年5月28日 - 2006年4月11日）は、日本の政治家。参議院議員（3期）。

## 来歴
鹿児島県知覧町（現南九州市）出身。旧制鹿児島県立第一鹿児島中学校、旧制第七高等学校造士館、東京帝国大学農学部農業経済学科を卒業。1940年に農林省入省。全農林労働組合委員長を経て1959年、第5回参議院議員通常選挙全国区に日本社会党から出馬し初当選。1971年、第9回参議院議員通常選挙で鹿児島地方区に回り、当選。決算委員長や公害対策環境保全特別委員長などを歴任した。
1985年秋の叙勲で勲二等旭日重光章受章。
2006年4月11日、呼吸不全のため東京都新宿区の病院で死去。90歳没。死没日をもって従七位から正四位に叙される。

## 人物
新東京国際空港（現成田国際空港）の一坪共有地の名義人の1人であった。